# IC 376
IC 376 је спирална галаксија у сазвјежђу Еридан која се налази на листи објеката дубоког неба у Индекс каталогу.
Деклинација објекта је - 12° 25' 59" а ректасцензија 4h 31m 13,7s. Привидна величина (магнитуда) објекта IC 376 износи 14,7 а фотографска магнитуда 15,5.